# نيلبيري شاهينكايا
نيلبيري شاهينكايا (بالتركية: Nilperi Şahinkaya)‏ هي ممثلة تركية ولدت في يوم 23 فبراير 1988 في مدينة داكار عاصمة السنغال، مثلت في عدة مسلسلات أشهرها مسلسل موسم الكرز، كما مثلت أيضاً في مسلسل على مر الزمان وفي مسلسلات أخرى منها مسلسل المفقود ومسلسل هذه المدينة ستلاحقك.

## روابط خارجية
- نيلبيري شاهينكايا على موقع IMDb (الإنجليزية)
- نيلبيري شاهينكايا على موقع ألو سيني (الفرنسية)
- نيلبيري شاهينكايا على موقع قاعدة بيانات الفيلم (الإنجليزية)
- نيلبيري شاهينكايا على موقع كينوبويسك (الروسية)